# Каргабазар (караван-сарай)
Каргабазар (азерб. Qarğabazar karvansarası) — караван-сарай в селе Каргабазар, построенный в 1681 году.
Каргабазар — одноэтажный многодворовой асимметричный караван-сарай, для которого характерны сводчатые коридорообразные помещения.